# Anwaltlicher Journaldienst
Ein Anwaltlicher Journaldienst (auch Anwaltlicher Pikettdienst, Piketdienst Strafverteidiger) ermöglicht den verlässlichen Zugang zu einer fachlich fundierten Strafverteidigung im Fürstentum Liechtenstein auch außerhalb von üblichen Bürozeiten, insbesondere am Abend und am Wochenende.
Dazu wurde von der Liechtensteinischen Rechtsanwaltskammer (LIRAK) eine eigene Hotline-Nummer eingerichtet und betrieben, welche vom Beschuldigten jeweils beim zuständigen Piketrichter oder der Landespolizei abgefragt werden kann (zudem liegt ein Informationsblatt mit dieser Nummer auf).
Die erbrachten Leistungen des Strafverteidigers werden von diesem abgerechnet und umfassen z. B. das konkrete Einschreiten eines Verteidigers im Rahmen dieses anwaltlichen Journaldienstes und die telefonische Beratungen, Antragstellung, die An- und Rückreise zur Polizeidienststellen und anderen Örtlichkeiten. Erfolgt die Beratung und Beiziehung des Journal-Anwaltes im Rahmen der Verfahrenshilfe, werden die aufgewendeten Kosten über die Rechtsanwaltskammer dem Land Liechtenstein belastet.
Die Einrichtung des anwaltlichen Journaldienstes wird etwa ein bis zweimal pro Monat in Anspruch genommen.
In Liechtenstein zugelassene und eingetragene Rechtsanwälte sind nicht verpflichtet am anwaltlichen Journaldienst teilzunehmen. Im Jahr 2013 beteiligten sich lediglich etwa 8 % der eingetragenen Rechtsanwälte am Journaldienst. Es sind aktuell nur in Liechtenstein zugelassene Rechtsanwälte befugt, den anwaltlichen Journaldienst auszuüben.

## Geschichte
Eine Delegation des Europäischen Komitees zur Verhütung von Folter und unmenschlicher oder erniedrigender Behandlung oder Strafe (CPT) hat vom 5. bis 9. Februar 2007 Liechtenstein besucht und in Hinblick auf die geltende Strafprozessordnung unter anderem empfohlen, dass die maßgeblichen gesetzlichen Bestimmungen dahingehend abgeändert werden, dass das Recht auf Zugang zu einem Rechtsbeistand allen inhaftierten Personen von ganz zu Beginn ihres Freiheitsentzugs gewährleistet wird.
Nach § 128a StPO muss seit 2007 jeder Festgenommene bei der Festnahme oder unmittelbar danach darüber unterrichtet werden, dass er berechtigt ist einen Verteidiger zu verständigen und dass er das Recht habe, nicht auszusagen.
Mit einiger Verzögerung wurde 2012 ein anwaltlicher Journaldienst probeweise eingeführt. Für die Ableistung des Journaldienstes wird von der liechtensteinischen Regierung ein Pauschalbetrag von CHF 20'000,- (ca. 16.000,- Euro) pro Jahr zur Verfügung gestellt und an die Journal-Anwälte entsprechend ihrer Einsatzzeit ausbezahlt, wobei die Tagespauschale unabhängig vom Arbeitsanfall ist (Mindestdauer 1 Tag).

## Reglement für den anwaltlichen Journaldienst
Am 24. März 2014 wurde ein eigenes Reglement für den anwaltlichen Journaldienst von der Plenarversammlung der liechtensteinischen Rechtsanwaltskammer beschlossen.
Die Rechtsanwälte, welche sich für diesen Journaldienst zur Verfügung stellen, organisieren sich gemäß § 2 Abs. 1 dieses Reglements grundsätzlich selbst. Die Hotline-Nummer wird jeweils auf das Telefon des Journal-Anwaltes aufgeschaltet (§ 2 Abs. 2 Reglement).

## Dauer der Bevollmächtigung im Rahmen des Journaldienstes
Die Bevollmächtigung des Journal-Anwaltes, die im Rahmen der Journalverteidigung erteilt wurde, gilt mit der Einlieferung in eine Justizanstalt bzw. Gefängnis oder mit der Freilassung aus der Haft grundsätzlich als widerrufen.

## Einschränkung des Rechtes
Nach § 30 Abs. 3 StPO ist es dem festgenommenen Beschuldigten zwar zu ermöglichen, Kontakt mit einem Verteidiger aufzunehmen und ihn zu bevollmächtigen. Ist der Beschuldigte aber wegen Verdunkelungsgefahr (§ 131 Abs. 2 Ziff. 2) oder Tatausführungsgefahr (§ 131 Abs. 2 Ziff. 3 Bst. d) in Haft und ist auf Grund besonderer, schwer wiegender Umstände zu befürchten, dass der Kontakt mit dem Verteidiger zu einer Gefährdung der Haftzwecke, zu einer Beeinträchtigung erheblicher Beweismittel oder zu einer Gefährdung von Leib und Leben oder anderer lebenswichtiger Interessen führen könnte, so kann der Untersuchungsrichter mit begründetem Beschluss anordnen, dass die Besprechung mit dem Verteidiger in Anwesenheit des Untersuchungsrichters oder einer von ihm bestellten Person durchzuführen und von dieser überwacht wird (§ 30 Abs. 3 StPO).

## Kritik
Eine Waffengleichheit zwischen Exekutive und Beschuldigten durch die Beiziehung eines Strafverteidigers im Rahmen des anwaltlichen Journaldienstes wird nicht hergestellt. Nach § 147 Abs. 2 StPO hat der Beschuldigte zwar das Recht, seiner Vernehmung einen Verteidiger beizuziehen. Der Strafverteidiger darf sich an der Vernehmung selbst auf keine Weise weder verbal noch nonverbal beteiligen. Erst nach Abschluss der Vernehmung darf der Strafverteidiger ergänzende Fragen an den Beschuldigten richten. Während der Vernehmung darf sich der Beschuldigte nicht mit dem Verteidiger über die Beantwortung einzelner Fragen beraten. Dies führt in der Praxis z. B. zu den Situationen,
- wenn sich die Vernehmung in eine falsche Richtung (Beweisthema, Sachverhalt, Beteiligung etc.) entwickelt, dass der Strafverteidiger dies während der Vernehmung nicht aussprechen darf, obwohl er dies erkennt und zum Ende der Vernehmung Teile der Vernehmung nutzlos sind und wiederholt werden müssen;
- ebenso, dass Strafverteidiger ihren Mandanten raten bei der ersten Vernehmung gar nichts auszusagen (Aussageverweigerungsrecht) um nach dieser ersten Vernehmung zu wissen, um was es überhaupt in der Sache selbst geht (eine Vorabinformation des Strafverteidigers durch die Exekutive erfolgt in der Regel nicht[7]).
- und dass der Verteidiger bei gesetzwidrigen Fang- oder Suggestivfragen durch den Vernehmungsbeamten diese nicht unterbinden kann, sondern lediglich nach der Vernehmung dagegen Einspruch erheben kann.

Mit dem Urteil des Europäischen Gerichtshofs für Menschenrechte (EGMR) im Fall Soytemiz vs. Türkei (57837/09) vom 27. November 2018 ist § 147 Abs. 2 der liechtensteinischen StPO insoweit wohl als unvereinbar mit der Europäischen Menschenrechtskonvention zu betrachten. Der EGMR führte in dieser Entscheidung aus, dass das Recht auf Rechtsbeistand insbesondere die Anwesenheit eines Anwalts und auch die aktive Beratung während der gesamten Vernehmung umfasse. Nach der Rechtsprechung im Fall Ibrahim u. a. vs. Vereinigtes Königreich könne zwar beim Vorliegen zwingender Gründe eine Einschränkung des Rechts auf anwaltlichen Beistand bei Vernehmungen gerechtfertigt sein, dies darf jedoch die Fairness des Verfahrens insgesamt nicht beeinträchtigt, da sonst eine Verletzung von Art. 6 und 3 EMRK vorliegen könne.
Nach § 147 Abs. 2 StPO kann auch die Exekutive von der Beiziehung eines Verteidigers im Rahmen des anwaltlichen Journaldienstes ganz absehen, „soweit dies erforderlich erscheint, um eine Gefahr für die Untersuchung oder eine Beeinträchtigung von Beweismitteln abzuwenden. In diesem Fall ist nach Möglichkeit eine Ton- oder Bildaufnahme (§ 50a) anzufertigen.“ (siehe jedoch den Widerspruch dazu aus Art 6 Abs. 1 iVm Abs. 3 lit c EMRK).
Nach § 30 Abs. 2 StPO ist der Beschuldigte oder sein Verteidiger grundsätzlich berechtigt, in die der Staatsanwaltschaft und dem Gericht vorliegenden Ergebnisse des Untersuchungs- und des Hauptverfahrens Einsicht zu nehmen. Nicht jedoch in die Ergebnisse der Untersuchungen der Landespolizei! (§ 11 Abs. 5 StPO). Eine Beschränkung der Akteneinsicht ist ab Verhängung der Untersuchungshaft weitgehend unzulässig (§ 30b StPO).
Diese Akteneinsicht kann aber auch dem anwaltlichen Journaldienst beschränkt werden (z. B. § 30 StPO). Die Akteneinsicht kann vor Beendigung des Untersuchungsverfahrens beschränkt werden. Dazu kann der Untersuchungsrichter bis zur Mitteilung der Anklageschrift „einzelne Aktenstücke von der Einsicht- und Abschriftnahme ausnehmen, wenn die Befürchtung gerechtfertigt ist, dass durch eine sofortige Kenntnisnahme von diesen Aktenstücken die Untersuchung erschwert werden könnte.“